# Choucroute garnie
Choucroute garnie, bigos alzacki  (fr. „kapusta kiszona garnirowana”) – potrawa alzacka z kiszonej kapusty, podawana zazwyczaj z ziemniakami.

## Skład i przyrządzania
Choucroute przyrządzana jest z kapusty kiszonej, często marynowanej w białym winie, mięsa wieprzowego, w tym szynki, wędlin i przypraw. m.in. jałowca. W przeciwieństwie do polskiego bigosu, wędliny i mięso nie są krojone w kostkę, a podawane w całości. Potrawa nie wymaga długiego duszenia, czas gotowania całości nie przekracza 45 minut. Potrawa ma wiele wariantów, możliwa jest również choucroute oparta na świeżej kapuście białej podlanej białym winem. W gastronomii alzackiej występuje również choucroute z kaczki, ryb lub owoców morza. Podawana jest najczęściej z białymi wytrawnymi winami alzackimi.

## Historia
Zwyczaj kiszenia kapusty znany jest w Alzacji od średniowiecza, z czasów kiedy obecnie francuskie ziemie były pod wpływem niemieckim. Potrawa przypominająca współczesną choucroute garnie znana jest od XVI w. W klasycznej postaci choucroute występuje z mięsem wieprzowym, charakterystycznym dla Alzacji. Jest wpisana na listę produktów tradycyjnych i obwarowana zastrzeżeniami: kapusta do produkcji potrawy musi pochodzić z Alzacji, a główka nie może być lżejsza niż 3 kg.